# 55 Minutes of Love
55 Minutes of Love – album polskiej grupy muzycznej Batalion d’Amour. Wydawnictwo ukazało się w 2000 roku nakładem wytwórni muzycznej Metal Mind Records.
Na płycie oprócz autorskich kompozycji znalazły się interpretacje utworów „Brylant” z repertuaru formacji Closterkeller oraz „It's No Good” z repertuary Depeche Mode. Gościnnie na płycie wystąpił Dave Blomberg z grupy New Model Army.

## Lista utworów
1. „The White Dress” (muz. Batalion d’Amour, sł. Grzesik, Zachar) - 04:14
2. „The Cage” (muz. Batalion d’Amour, sł. Zachar) - 03:44
3. „The Last Sunset” (muz. Batalion d’Amour, sł. Zachar) - 04:19
4. „23.11” (muz. Batalion d’Amour, sł. Grzesik) - 04:41
5. „Dead Inside” (muz. Batalion d’Amour, sł. Zachar) - 04:27
6. „Lullaby” (muz. Batalion d’Amour, sł. Zachar) - 07:14
7. „In The Name Of Freedom” (muz. Batalion d’Amour, sł. Grzesik) - 05:38
8. „You Said” (muz. Batalion d’Amour, sł. Zachar) - 04:49
9. „Empty Minds” (muz. Batalion d’Amour, sł. Zachar) - 06:11
10. „It's No Good” (cover Depeche Mode) - 05:01
11. „Biała Sukienka” (muz. Batalion d’Amour, sł. Grzesik) - 04:14
12. „Modlitwa” (muz. Batalion d’Amour, sł. Zachar) - 03:25
13. „W Labiryncie Złudzeń” (muz. Batalion d’Amour, sł. Grzesik, Zachar) - 05:29
14. „Brylant” (cover Closterkeller) - 03:50

## Twórcy
| - Anna Zachar – śpiew - Piotr Grzesik – gitara basowa, śpiew - Robert Kolud – gitara - Tomasz Ziemiński – gitara - Mirosław Zając – instrumenty klawiszowe - Mariusz Pająk – perkusja | - Dave Blomberg - gościnnie gitara akustyczna - Tomasz Dziubiński – producent wykonawczy - Maciej Mularczyk - inżynieria dźwięku, produkcja - Tomasz „Graal” Daniłowicz - oprawa graficzna - Robert Kohut - zdjęcia |